# Krsto Todorov-Zrnov Popović
Krsto Todorov-Zrnov Popović (ur. 13 września 1881 w Cetynii, zm. 13/14 marca 1947 koło Cetynii) – czarnogórski działacz niepodległościowy, jeden z przywódców ruchu Zelenaši, współorganizator i dowódca kolaboracyjnej Brygady Lovćen podczas II wojny światowej.

## I wojna światowa
Uczestniczył w wojnach bałkańskich w latach 1912–1913, a następnie I wojnie światowej w szeregach armii czarnogórskiej. Wykazał się podczas słynnej bitwy pod Mojkovacem na początku stycznia 1916, kiedy Czarnogórcy wspomogli serbskie wojska w wycofaniu się w obliczu nacierającej armii austro-węgierskiej. W tym samym roku dostał się do niewoli austriackiej.

## Okres międzywojenny
W 1918 powrócił do Czarnogóry i zaangażował się w działalność niepodległościową. Był jednym z przywódców powstania bożonarodzeniowego 7 stycznia 1919 roku, występując przeciwko decyzji zjednoczenia Królestwa Czarnogóry z Królestwem Serbii pod panowaniem serbskiej dynastii Karadziordziewiciów. Po jego upadku wyjechał na krótko do Włoch, gdzie wstąpił do formowanych sił zbrojnych rządu czarnogórskiego na uchodźstwie, dochodząc do stopnia brygadiera. W czerwcu powrócił do Czarnogóry, a już w lipcu wziął udział w kolejnym zbrojnym wystąpieniu przeciwko centralnym władzom. Następnie przeszedł do walki partyzanckiej jako komendant wszystkich niepodległościowych oddziałów i grup zbrojnych. Jednocześnie stał na czele niepodległościowego ruchu Zelenaši, opowiadającym się za miejscową dynastią Petrović-Njegoš. Na początku 1922 został zmuszony do emigracji, przenosząc się do Argentyny, a w 1929 do Belgii. W tym samym roku wysłał list do króla Aleksandra I, w którym prosił o wybaczenie za rozpętanie wojny domowej w Czarnogórze i deklarował swoją lojalność. Następnie powrócił do Jugosławii.

## II wojna światowa
Po zajęciu kraju przez wojska osi w kwietniu 1941, podjął kolaborację z okupantami. We wrześniu 1942 współorganizował na polecenie Włochów tzw. Brygadę Lovćen, walczącą pod jego dowództwem zarówno przeciwko miejscowej partyzantce komunistycznej, jak też czetnikom. Zamierzał on wywalczyć niepodległość Czarnogóry przy współpracy z Włochami, wykorzystując konflikty pomiędzy komunistami podporządkowanymi Josipowi Broz Ticie a serbskimi czetnikami wiernymi płk. Dragoljubowi Mihailoviciovi i emigracyjnemu rządowi. Po pewnym czasie nastąpiły jednak podziały wśród czarnogórskich separatystów; część przeszła do komunistów, a pozostali do czetników. Krsto Popović nie przyłączył się do żadnej z nich.
Po zakończeniu wojny prowadził on walkę partyzancką przeciwko nowym komunistycznym władzom jugosłowiańskim. Zginął w nocy z 13 na 14 marca 1947 roku w zasadzce sił bezpieczeństwa.